# オヤケアカハチの乱
オヤケアカハチの乱（遠弥計赤蜂の乱）は、1500年に八重山の首領オヤケアカハチ（遠弥計赤蜂）と、琉球王国（中山）との間で行われた戦争である。琉球が勝利し、アカハチを殺害した。オヤケアカハチ戦争ともいう。

## 原因
琉球の正史では、別名：赤蜂征伐と記録されており、攻撃の理由として2点を挙げている。曰く、「八重山は洪武年間より毎年かかさず朝貢国として貢物をしていたのに、それを2-3年断った。加えて臣民である宮古を攻めようとした。よってこちらから攻めた。」
そして諸史料は一致して、大平山（タイビンサン、宮古・八重山の両先島）の朝貢が断たれたのは、大浜のアカハチが謀叛したせいだと述べている。
当時の宮古は仲宗根豊見親（空広）の一族に代々統治されていた。忠導氏家譜正統によると、「宮古の民は争いを好んだ。空広は考えて、これは米粟が豊饒なためである。主国（琉球国中山）に賦税をお願いして朝貢しよう。こうして命令を請うて主国の役人に駐屯いただき、諸村に人頭税を定めたところ、農業を怠らなくなった。このとき空広は八重山に航し、八重山の酋長を諭し、相共に附庸国の職分を守り、毎年かならず朝貢の員数を定め、主国に朝見し、臣民としての忠誠を尽くそうと述べた。」とされている。当時、大浜のアカハチホンカワラは同意せず、かえって宮古島を襲おうとしたので、主国に訴えたとする。これは前述の琉球側が記録する「洪武年間より毎年朝貢していた」という記述と矛盾し、また誰を指して八重山の酋長と述べているのかは不明である。
しかしながら、7世祖父の根間大按司の代から宮古を統治していた首領である空広が唐突に「住民が好戦的」「豊か過ぎる故の怠慢」と嘆き、その解決策として何故か主権を放棄し、「主国への朝貢」を挙げ、さらに「八重山にも同様の朝貢を求める」など不自然な点が多く、これらは後年になって琉球国中山への忖度によって書き換えられた記述であると思われる。稲村賢敷は、「空広が諸村に税制を定め、中山に朝貢を始めた」という記述と、「球陽（141号）」に尚真王の事績として載る「又三府及び三十六島をして重ねて経界を正し、税を定め貢を納れしむ」を根拠として、オヤケヤカハチの乱を以って大平山（タイビンサン）が琉球に取り込まれたとしている。つまり朝貢国としての忠誠を示すために八重山諸村にも定租を課そうとしたことで、アカハチを挑発した、と説明している。
また、八重山の諸史料では「アカハチホンカワラという二人」とし、アカハチホンカワラは二人いたという点で一致している。さらに長榮姓家譜大宗は、「ホンカワラ及びアカハチという者二人」と明言し、ホンカワラとアカハチは別人であるとの見解を示している。少なくとも宮古においては、カワラというのは人名として珍しくない。空広の先祖には別名「祢間津のかわら」と呼ばれた普佐盛豊見親がいる。ただし、この場合「カワラ」とは首領格の称号であることから、同じく「ホンカワラ」とは大酋長という意味であり「アカハチホンカワラ」とは二人の名称ではなく、アカハチ一人を指しているという意見もある。
また、これら八重山の諸史料は、アカハチに全島民が同心していたことも一致して記述されている。

## 開戦前
アカハチは急いで檄文を各所に発して、衆民を集めて曰く、「中山（第二尚氏）の大兵が、来たって我が境を侵さんとしている。汝ら、よく鋭気を奮い、速やかに出で迎戦せよ。もし、命令に違いて怠惰すれば、法に依りてただちに斬り、敢えて許さない。」　前述のように、全島民はアカハチに同心し服従したが、次の5人は服従しなかった。島の長者、石垣村の長田大主（ナータフーズ）、その弟2名、那礼当、那礼重利、川平村仲間丘の首領、仲間満慶山（ミツケーマ）、波照間住人明宇底獅子嘉殿（シシカトノ）である。那礼当、那礼重利、満慶山、シシカトノは殺された。長田大主はあちこち逃げ隠れして度々危地を脱し、ようやく古見（西表島）まで逃亡して洞窟の中に隠れた。
なお、仲間満慶山の子孫を称するのが現在の憲章姓一門である。その家譜は満慶山について「元祖の曽祖父は満慶山である」ということとしか述べていない。1950年代に調査を行った稲村賢敷は「アカハチは満慶山をケーラ坂で殺し、さらに仲間丘住人の井戸であった仲間井を埋めた。しかし、うるか屋まやまとが代わりの井戸を発見し、人々は彼にちなんでこれをうるか井と名付けた。その後転訛して、今ふがー（保嘉井）と称しているのがその井戸である」という現地の伝説を紹介している。また、1809年に憲章姓一門の者が作成した文書では「アカハチ謀叛の際、アカハチと満慶山は、仲すみと申す所で寄合を持ったが、物別れに終わり、満慶山は帰る途中でアカハチが仕掛けた落とし穴に落ちて死んだ」とされている。
波照間のシシカトノに対し、アカハチは平得村の嵩茶、大浜村の黒勢等を遣わして慰諭させようとした。嵩茶等が到着したとき、シシカトノはたまたま海辺で魚釣りをしており、逃げ隠れできなかった。シシカトノは従わなかったので、嵩茶はこれを刺殺して海中に遺棄した。
先述の如く、アカハチは第一に中山（琉球）と我ら（大平山）との間には境がある、第二に琉球がそれを侵そうとしているとの認識を示しているが、琉球は一貫して、アカハチの行為は中山に対する「謀叛」「叛逆」であるとし、アカハチ攻撃の正当性を主張している。一方、高良倉吉は、アカハチが琉球の「侵」と定義する行為は、琉球側にとっては「地方統治の強化」であるとの見解を示している。なお、高良は、逆に琉球が攻撃を受けた琉球征伐に関しては、「琉球側にとってはまぎれもなく侵入・侵寇・侵略の事件だった」とダブルスタンダードな見解を述べている。

## 戦闘
琉球船団は空広が先導した。前述のように、琉球まで行って通報したのも空広である。空広なしに、八重山まで行く航海能力が、果たして中山にあったかどうかは不明である。以下は日付が最も詳しい蔡鐸本中山世譜に依る。
琉球王府は9員を将と為した。将軍としては、筆頭大里親雲上のほか、9番大将として、安波根里主直張が知られる。軍船大小100艘、3000人で、弘治13年（1500年）庚申2月2日、那覇より出発した。13日に八重山石垣に至る。（逃亡していた）長田大主は大喜びで、小舟で古見から出てきて、中山軍の道案内を務めた。19日その地界陣勢を見んと欲して、小船に乗って上岸した。之を見たところ、その陣、前に大海に向かいて、後に嶮岨があった。その地の婦女は、皆、草木の枝を持って、天に号し、地に呼んで官軍を呪罵していた（ノロ、ユタといった女性祈祷師らによる呪詛攻撃）。乗船が上岸したのに、ほとんど畏惧する様子はなかった。賊首の堀川原赤蜂（ホンカワラアカハチ）は、真先に出てきて戦を挑んできた。中山兵は、崖に近づいて、お互いに罵りあった。しかし悪日を忌んだので戦わず、軍を引いて退いた。大里が言うには賊奴の鋭気、軽がるしくは敵すべきではない。そこで20日甲辰、46艘を分けて両隊と為し、一隊は登野城を攻め、一隊は新川を攻め、その地で、両辺相戦った。アカハチは応じることができず、官軍はこれに乗じて攻めまくった。終に官軍が勝った。
新川・登野城は現用されている地名で、石垣四箇字の左右の端にあたる。このように離れた場所で同時に攻撃をかけたので、アカハチは対応できなかったと述べられている。

## 戦後処理
「球陽」162号によれば、琉球は初めて空広を宮古頭、二男マチリンガニ（真列金）を八重山頭に任命した。ただし「忠導氏正統家譜」「球陽」109号は、この時はマチリンガニの八重山守護奉命のみを認めている。この二者は、尚真王代の宮古頭云々は無視する一方、空広は尚円王に朝見した際に「宮古島主長」職を奉命したことを述べており、この職が一貫して継続しているとの見解を示している。「家譜」によれば、マチリンガニは4年勤めた後、三男チリマラ（知利真良）と代えられた。「球陽」162号は、マチリンガニは人民を虐待したので退官させたと述べている。空広は八重山平治慶賀のために朝見した際、宝剣治金丸一振、宝珠一個を献上し、中山は簪一個と白絹衣一領を下賜した。また彼は漲水御嶽に「逆徒を追討できたら御嶽の周囲に石垣を新築します」との願をかけていたので、帰島のときに実行した。
長田大主は古見大首里大屋子に抜擢された。これは後に改称されて石垣八重山頭職となった。これが八重山の頭の始まりとなった。ここでいう「八重山頭職」の始めと、先のマチリンガニの「八重山頭」奉職との整合性は不明である。当時の「八重山頭」にどこまで実態があったのかも不明である。
那礼当の幼子、保利久思は美良底首里大屋子となった。仲間満慶山の男子は、8人とも首里大屋子になった。シシカトノの男子三人は与人になった。女子三人は女頭職になった。
長田大主には二妹あり、古市、真市といったが、そのうち古市はアカハチの妻だったので夫と共に殺害された。他方、真市はイラビンガニという神様の神人に任命された。姪の宇那利は大阿母職に任命された。姪の方が高位であるが、これは真市が譲ったためである。
真市が俸米を授かった経緯は以下の通り。ある日、官軍のところに真市がやって来て「永良比金の神の託宣があったのですが、今船に乗れば早く那覇に到るでしょう」などと言った。しかし官軍は次のように答えた。「その神託はまだ深くは信じられない。兵船が一斉に国に着けば褒賞するが、託宣と違って前後して国に至ることが有れば、重く罪して恕さない」真市は答えた。「蒼天は定めがありません。風波は測り難いです」真市は美崎山に入り、日夜断食して祈願した。そうこうするうち、船は神様のおかげで一斉に国に到着した。王は真市を抜擢して、大阿母にしようとしたが、真市は姪の遠那理に譲った。そこで王は、真市は永良比金の神人にした。大阿母には俸米一石五斗を賜い、永良比金には俸米一石を賜うた。
このように当時の中山兵は神託をあまり信じていなかった。神託全般を信じなかったのか、真市の神託だから信じなかったのかは不明である。そもそも神託を受けたと称する当人からして、神託の実現可能性に対する不信の念を表明している。しかしこのような不信心にもかかわらず、イラビンガニは蒼天を定められ、神妙な御霊威を顕されたことが述べられている。

## 君南風について
「球陽」163号によれば、久米島のノロ・君南風も従軍し、その功績によって代々世襲が認められた。きっかけは首里神なる神の「八重山の神と久米山の神とは、元々姉妹である。もし君南風が官軍に従って八重山にいって諭せば、必ずや信服するであろう」などというお告げであった。言われたとおりにして八重山に行ったところ、賊衆が多くて上岸し難かった。しかし君南風に奇謀あり、竹筏を作って上に竹木を取り付け、焼いて放流させたところ、賊衆はこれにつられて移動し、官軍は上岸できた。さらに宇本嶽君真物神が君南風のところに来て信服した。賊衆もこれを見て服従した。こうして大将軍は人民を鎮撫することができた。帰還後、細疏のほか、奇謀が聖聴に上達し、褒美を貰った。 
奇謀云々と「蔡鐸本中山世譜」その他との整合性については一切不明である。あちらではとりあえず19日に上岸したと書かれているが、君南風は全編一貫して無視されている。また聖聴には奇謀だけが達し、宇本嶽君真物神が信服したという主張は無視されている。さらに、二柱の神と交信し、一柱を帰服までさせるなど瞠目すべき成果を収めているが、特に餓死寸前まで祈る必要もなかった点で、真乙姥との違いがみられる。

## 逸話
アカハチが討たれた結果、八重山は中山に恭順する仲宗根豊見親とアカハチと対立していた石垣の豪族、長田大主の勢力圏に収められることとなった。敗れはしたものの、琉球の侵攻から現地の民俗を守ろうとしたアカハチは、地元の英雄として現在に伝わっているほか、イリキヤアマリ神を伝える御嶽が石垣島に残っている。なお、小浜島には、戦いに敗れたアカハチが逃げ込んだという伝説のある、オヤケアカハチの森がある。
一方、戦功をあげた君南風ノロは、中山より大阿母（一地方の最高位のノロ）に匹敵する格づけで、久米島ノロの最高位の地位を与えられた。加えて勾玉を授けられ、「おもろさうし」にも謡われる英雄となった。この戦争から500年以上たった現在も、君南風ノロは久米島最高位のノロとして久米島の祭祀を司っている。またこの史実から、君南風は勝利の軍神とされ、久米島キャンプをしたプロ野球チームが君南風神殿に参拝することが知られている。
また、石垣からの琉球軍の帰路の安全を祈り、安全な航海のための神託を与えた石垣の神女マイツバ（長田大主の姉）は、その後琉球より褒賞として金のかんざしと現地のノロやユタを統括する八重山初の大阿母職（高級神女職）に任命されるが、大阿母職を固辞し、代わりにイラビンガミ神職（イラビンガミ神に仕える神女）を拝命した。彼女が琉球軍の帰路の無事を願った場所は美崎御嶽となり、石垣島の重要な御嶽となった。また、彼女の墓地にはマイツバ御嶽が作られ、ともに現在も信仰を集めている。
この戦いで石垣島に遠征した将軍の大里親方は、竹富島の西塘（にしとう）なる人物を見出し、首里へ連れ帰った。西塘は首里で学問を修めて土木建築家となり、1519年に尚真王が首里城を出るたびに御願（うぐぁん：祈祷）を行う園比屋武御嶽の礼拝所となる石門を建築したことで知られる。その後、八重山を統治する身分（竹富大首里大屋子）として竹富島に戻り、その後石垣島に移って八重山地方の蔵元（琉球王国の地方行政官庁）を置いた。竹富島には園比屋武御嶽の神を勧請して国仲御嶽（フイナーオン）を造成した。この御嶽は八重山で唯一、琉球王府の神につながる御嶽であり、竹富島の村御嶽として国の守り神とされている。彼の死後、竹富島の墓地には西塘御嶽が置かれ、その功績を讃えて現在も信仰されている。